# Hanns Kerrl
Hanns Kerrl, född 11 december 1887 i Fallersleben bei Wolfsburg, död 15 december 1941 i Paris, var en tysk politiker. Han var 1935–1941 Tysklands ecklesiastikminister.
Hanns Kerrl deltog med utmärkelse i första världskriget och tilldelades Järnkorset av första klass och befordrades till löjtnant. Efter fredsslutet upptog han sina avbrutna juridiska studier och gick i ämbetsmannatjänst. Han anslöt sig 1928 till nationalsocialisterna, invaldes 1928 i preussiska lantdagen, var dess president 1932–1933, blev 1933 preussisk justitieminister, 1934 riksminister utan portfölj, 1935 ledamot av tyska riksdagen och samma år riksminister för kyrkliga angelägenheter. Kerrl tillhörde nationalsocialisternas mest moderata element. Hans försök att så vitt möjligt med lämpor genomföra den nationalsocialistiska kyrkopolitiken misslyckades helt.